# Катонголе, Джолли
Джолли Катонголе (англ. Jolly Katongole; 15 декабря 1985, Мулаго — 14 мая 2015, Мулаго) — угандийский боксёр, принимавший участие в летних Олимпийских игр 2004 года.

## Спортивная карьера
Катонголе дебютировал за национальную сборную в возрасте 16 лет.
Он выиграл бронзовую медаль на Всеафриканских играх 2003 года в Абудже, Нигерия. Катонголе квалифицировался на Олимпийские игры в Афинах, выиграв золотую медаль на 1-м Африканском олимпийском квалификационном турнире АИБА 2004 года в Касабланке, Марокко. В финале турнира он победил марокканца Редуана Буштука.
После своего поражения Катонголе покинул угандийскую делегацию и нелегально оставался в Греции до тех пор, пока его не депортировали. Он боролся со злоупотреблением наркотиков до своей смерти в 2015 году, как сообщается, от столбняка.